# Гейделберг (Пенсільванія)
Гейделберг (англ. Heidelberg) — місто (англ. borough) в США, в окрузі Аллегені штату Пенсільванія. Населення — 1288 осіб (2020).

## Географія
Гейделберг розташований за координатами 40°23′29″ пн. ш. 80°5′32″ зх. д. / 40.39139° пн. ш. 80.09222° зх. д. (40.391467, -80.092207).  За даними Бюро перепису населення США в 2010 році місто мало площу 0,73 км², уся площа — суходіл.

## Демографія
Згідно з переписом 2010 року, у селищі мешкали 1244 особи в 617 домогосподарствах у складі 315 родин. Густота населення становила 1695 осіб/км².  Було 665 помешкань (906/км²).
Расовий склад населення:
| - 95,9 % — білих - 2,3 % — чорних або афроамериканців - 0,4 % — азіатів |

До двох чи більше рас належало 1,0 %. Частка іспаномовних становила 1,5 % від усіх жителів.
За віковим діапазоном населення розподілялося таким чином: 17,9 % — особи молодші 18 років, 64,9 % — особи у віці 18—64 років, 17,2 % — особи у віці 65 років та старші. Медіана віку мешканця становила 43,9 року. На 100 осіб жіночої статі у селищі припадало 98,4 чоловіків;  на 100 жінок у віці від 18 років та старших — 94,5 чоловіків також старших 18 років.
Середній дохід на одне домашнє господарство  становив 53 714 долари США (медіана — 48 438), а середній дохід на одну сім'ю — 65 846 доларів (медіана — 56 250). Медіана доходів становила 40 893 долари для чоловіків та 37 206 доларів для жінок. За межею бідності перебувало 7,6 % осіб, у тому числі 2,1 % дітей у віці до 18 років та 8,7 % осіб у віці 65 років та старших.
Цивільне працевлаштоване населення становило 797 осіб. Основні галузі зайнятості: роздрібна торгівля — 16,1 %, освіта, охорона здоров'я та соціальна допомога — 15,2 %, науковці, спеціалісти, менеджери — 13,7 %.